# Nessa (Haute-Corse)
Nessa est une commune française située dans la circonscription départementale de la Haute-Corse et le territoire de la collectivité de Corse. Le village appartient à la piève de Sant'Andréa, en Balagne.

### Communes limitrophes

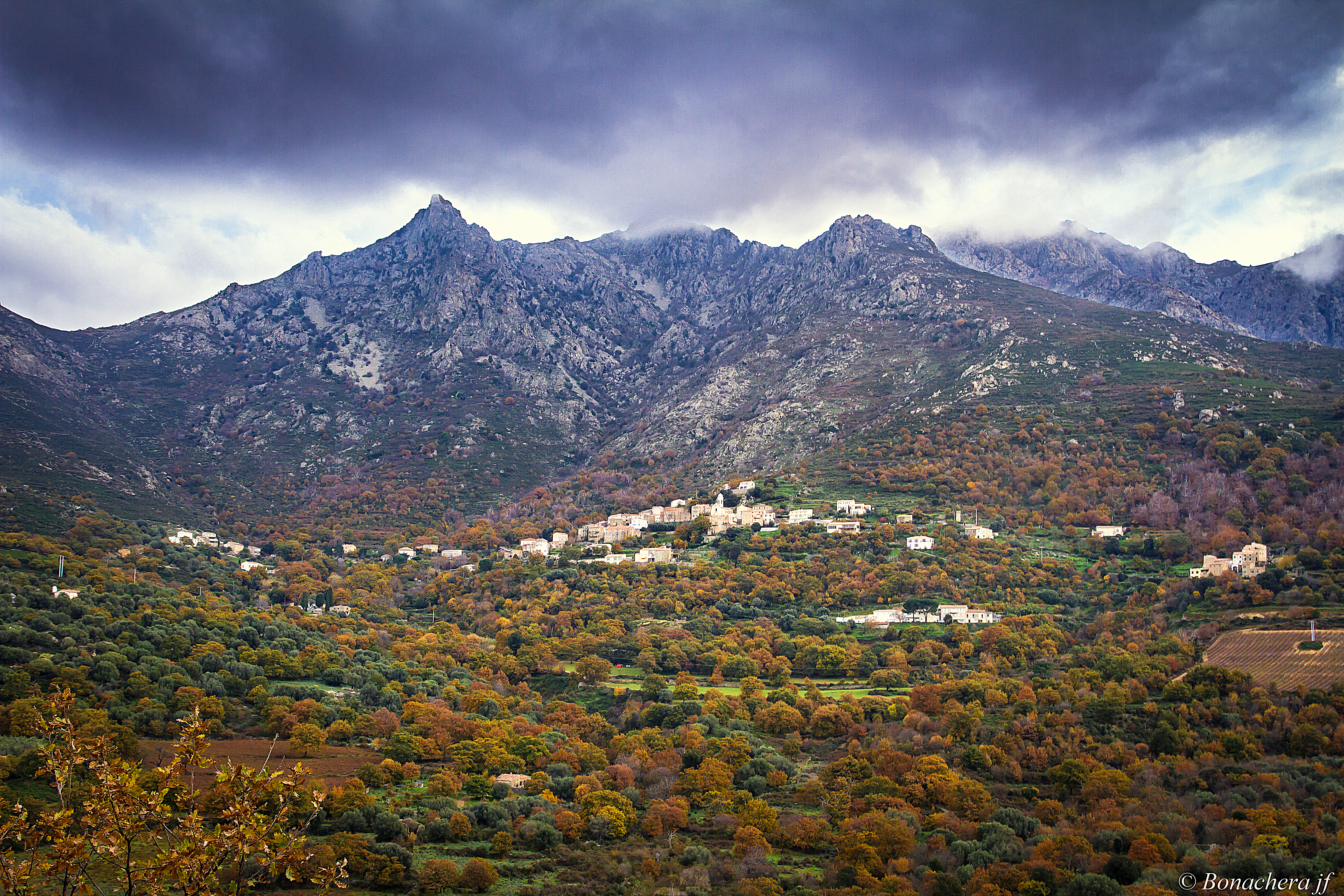
Le village de Nessa, vue depuis la D 71.

## Géographie

### Situation
Nessa est une commune de la vallée du Regino en Balagne, l'une des 19 communes qui forment le canton de Belgodère, dans l'ancienne pieve de Santo Andrea ; son territoire au sud-est, est limitrophe du parc naturel régional de Corse. Elle est adhérente à la communauté de communes de l'Île-Rousse - Balagne.
Nessa ne possède pas de façade maritime.

### Géologie et relief

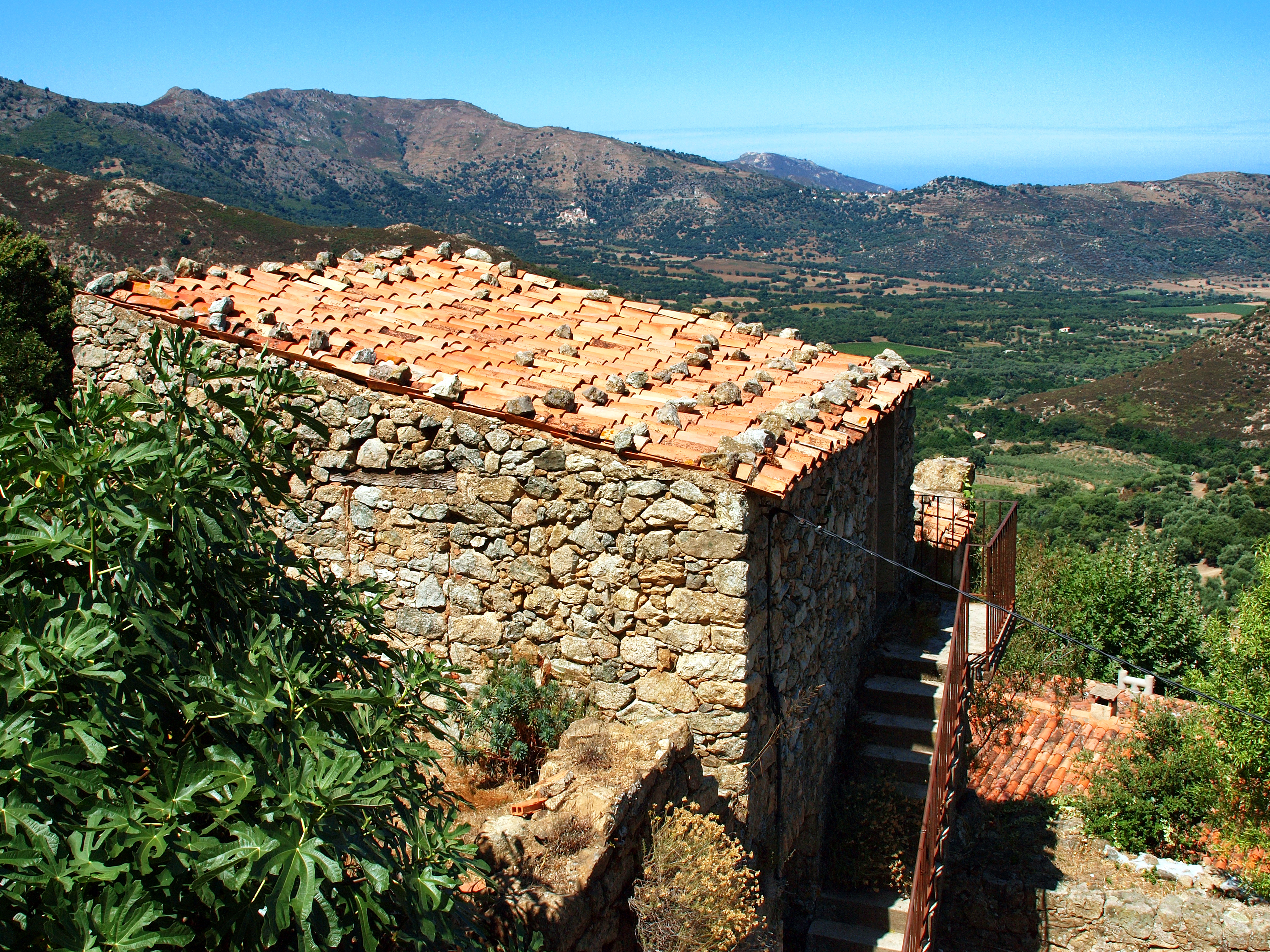
Vue sur la partie occidentale du Regino depuis Nessa.

Nessa fait partie de la vallée du Regino, une zone dépressionnaire dans la partie orientale de la Balagne, située entre la chaîne de hautes montagnes qui la ceint au sud, et son littoral bordé par la mer Méditerranée au nord. Appelé localement "le Regino", ce territoire est situé dans le massif de la Corse granitique (granite à porphyroïdes de la région de Calvi) qui domine à 90 % avec quelques secteurs avec des sédiments quaternaires (cuvette du Regino) et des formations sédimentaires et métamorphiques.
Commune de montagne, son territoire occupe le flanc occidental d'un petit chaînon montagneux s'épaulant au Monte Tolu (1 332 m) au nord de la chaîne principale de l'île. Sa ligne de crête qui décline jusqu'au lieu-dit Sant'Andrea (Speloncato) au nord, comporte la bocca di Gierbi (près de mille mètres), le Capu alla Vella (977 m), la bocca di Pioggiola (779 m), et s'arrête à 668 m d'altitude, au lieu-dit Scuparchione. Le village est construit à flanc de montagne à une altitude moyenne de 400 m, dominé par le Capu alla Vella.
Une arête rocheuse, orientée dans un axe SO-NE, partage le territoire en deux :
- la partie nord, plus basse, qui représente les deux tiers du territoire, comporte le village. Elle est le haut du bassin versant du ruisseau de Saltu, affluent du Fiume di Regino, et d'autres petits cours d'eau traversant le village et ses hameaux ;
- la partie sud est un cirque montagneux ceint par une ligne de crête allant de 923 m à Campu alla Vella pour atteindre très vite la chaîne principale de l'île au Monte Tolu 1 332 m, se poursuivre jusqu'à la Punta di Accenata 1 323 m en direction du San Parteo (1 680 m) au sud-ouest, et se refermer au Capu alla Fonte (1 013 m). Ce secteur est le bassin versant du ruisseau de Novalella et de son affluent le ruisseau de Cavajo.

### Hydrographie
Comme dit ci-dessus, les deux principaux cours d'eau sont des affluents du Fiume di Regino :
- le ruisseau de Saltu, long de 2,1 km[2], qui prend sa source à Scuparchione, sur la commune ;
- le ruisseau de Novalella est long de 2,5 km[3]. Il prend source sur la commune sous le monte Tolu. Son principal affluent est le ruisseau de Cavajo long de 1 km[4].

### Climat et végétation
Nessa est exposée aux vents d'ouest dominants, forts et assez fréquents tels le libeccio et les traînes de mistral. En hiver, les écarts thermiques y sont toutefois modérés, dus à l'influence de la mer qui se trouve à moins de 10 km, distance orthodromique. Les automnes et printemps sont généralement pluvieux, avec des averses souvent fortes. Les étés sont secs et les risques d'incendie grands.
Comme pour les autres communes du Regino, son territoire communal se divise en trois zones : les hauteurs rocheuses du village jusqu'à la ligne de crête, sont couvertes de prairies et maquis bas, la plaine, bocagère, plantée en partie d'oliviers, et la zone intermédiaire où l'on trouve le village balcon.

### Voies de communication et transports

#### Accès routiers
La commune de Nessa est traversée par la route départementale D 71 encore appelée « Route corniche de la Balagne » puisqu'elle relie un grand nombre de villages balcons balanins.
Le village situé au-dessus de la route D 71 est desservi par une bretelle de celle-ci.
Au nord du village, démarre la route D 663 qui permet de se rendre à Speloncato.

#### Transports
La commune n'est pas desservie par la ligne des Chemins de fer de Corse, reliant Calvi à Ponte-Leccia, qui passe à 3,8 km (distance orthodromique) au nord de la commune.
Le port de commerce le plus proche est celui de L'Île-Rousse, distant d'environ 10 km, et l'aéroport le plus proche, celui de Calvi-Sainte-Catherine, distant de 12,32 km.

## Urbanisme

### Typologie
Au 1er janvier 2024, Nessa est catégorisée commune rurale à habitat dispersé, selon la nouvelle grille communale de densité à sept niveaux définie par l'Insee en 2022.
Elle est située hors unité urbaine. Par ailleurs la commune fait partie de l'aire d'attraction de Calvi, dont elle est une commune de la couronne,. Cette aire, qui regroupe 15 communes, est catégorisée dans les aires de moins de 50 000 habitants,.

### Occupation des sols
L'occupation des sols de la commune, telle qu'elle ressort de la base de données européenne d’occupation biophysique des sols Corine Land Cover (CLC), est marquée par l'importance des forêts et milieux semi-naturels (98,8 % en 2018), une proportion identique à celle de 1990 (98,8 %). La répartition détaillée en 2018 est la suivante : 
milieux à végétation arbustive et/ou herbacée (65,3 %), espaces ouverts, sans ou avec peu de végétation (29,4 %), forêts (4,1 %), zones agricoles hétérogènes (1,1 %). L'évolution de l’occupation des sols de la commune et de ses infrastructures peut être observée sur les différentes représentations cartographiques du territoire : la carte de Cassini (XVIIIe siècle), la carte d'état-major (1820-1866) et les cartes ou photos aériennes de l'IGN pour la période actuelle (1950 à aujourd'hui).

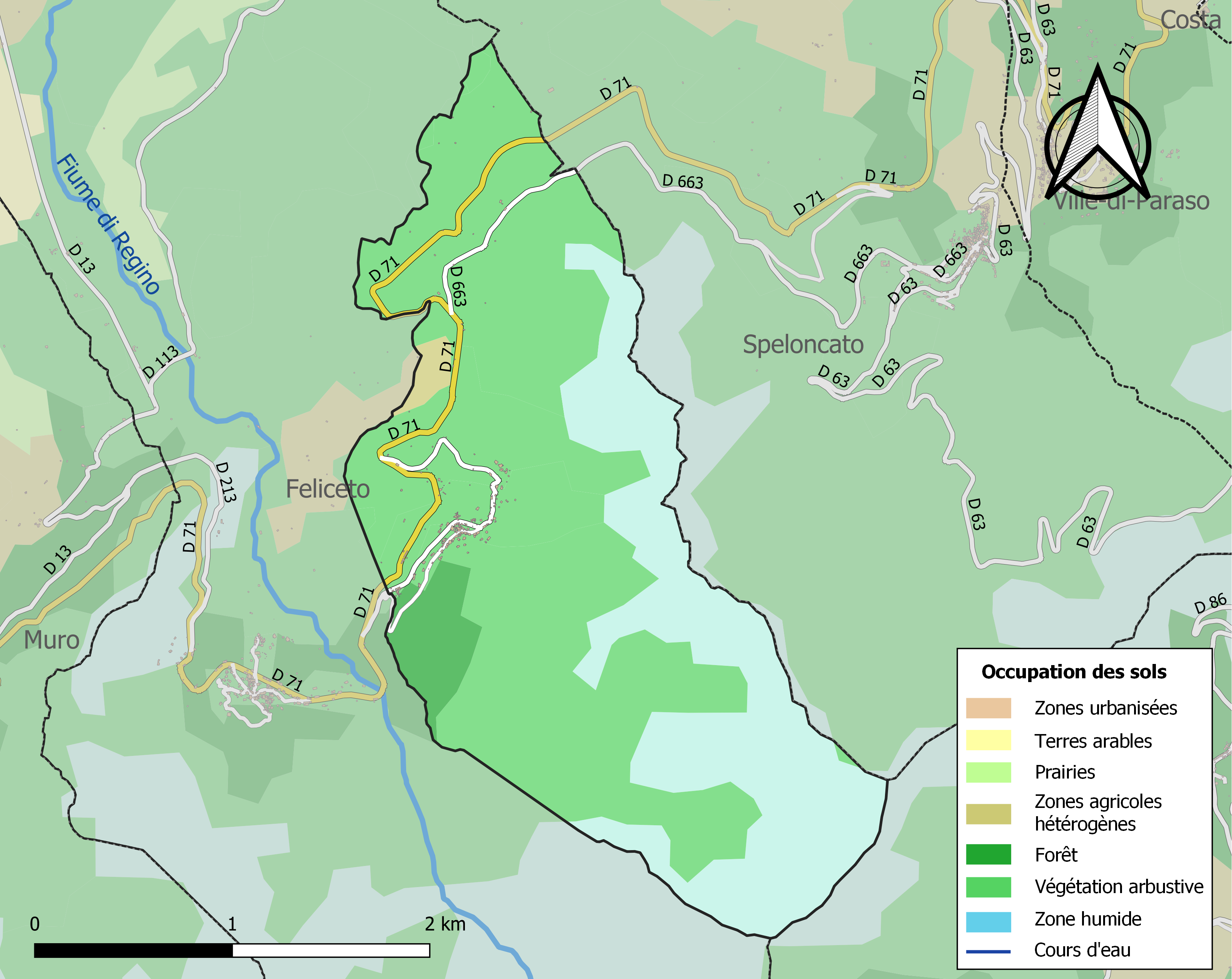
Carte des infrastructures et de l'occupation des sols de la commune en 2018 (CLC).

### Époque contemporaine

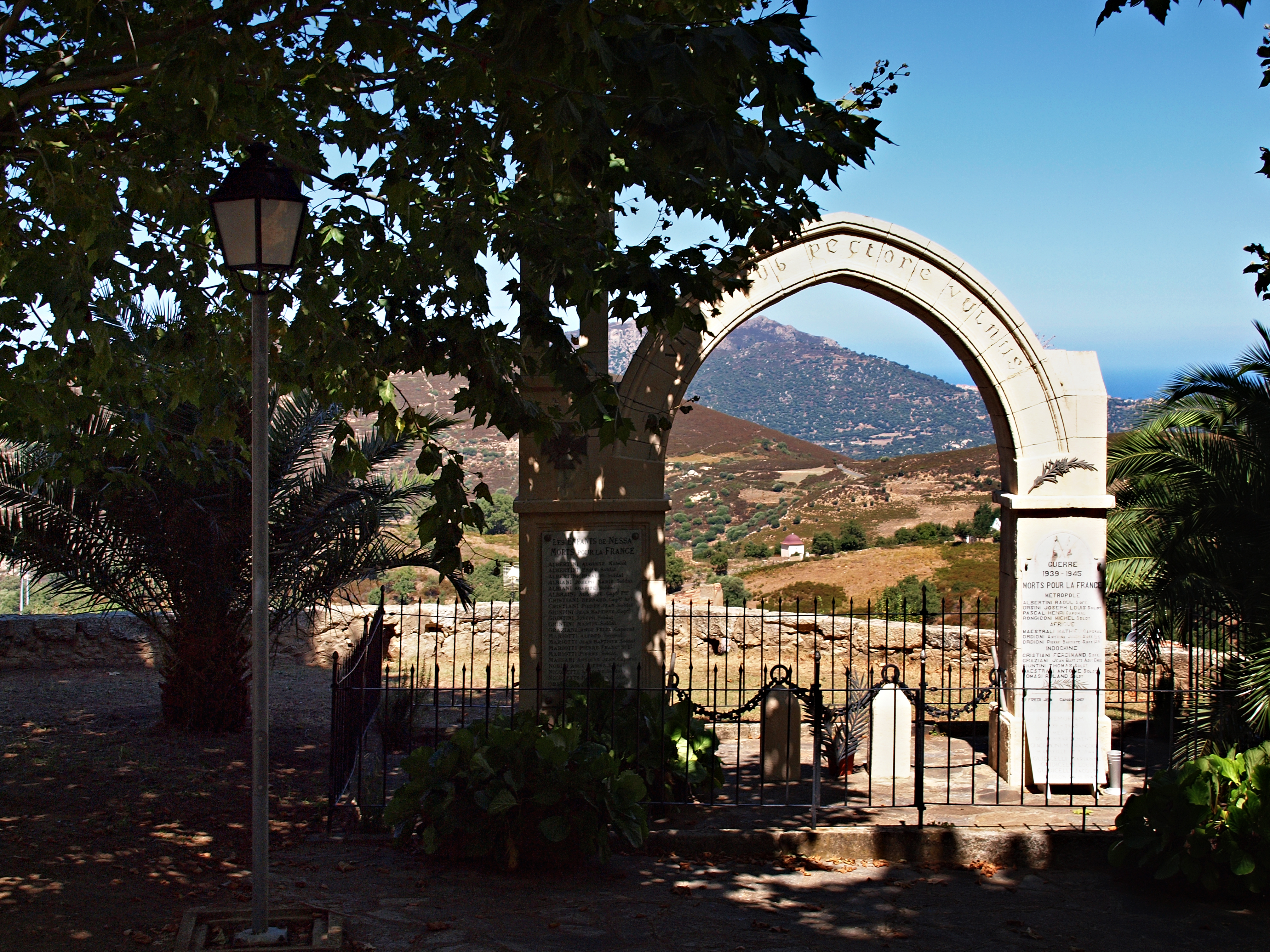
Monument aux morts de Nessa.

## Politique et administration

### Liste des maires
| Période                                  | Période  | Identité             | Étiquette | Qualité  |
| ---------------------------------------- | -------- | -------------------- | --------- | -------- |
| avant 1988                               | En cours | Michel Pascal Nobili | UMP-LR    | Retraité |
| Les données manquantes sont à compléter. |          |                      |           |          |

## Population et société

### Démographie
L'évolution du nombre d'habitants est connue à travers les recensements de la population effectués dans la commune depuis 1800. Pour les communes de moins de 10 000 habitants, une enquête de recensement portant sur toute la population est réalisée tous les cinq ans, les populations de référence des années intermédiaires étant quant à elles estimées par interpolation ou extrapolation. Pour la commune, le premier recensement exhaustif entrant dans le cadre du nouveau dispositif a été réalisé en 2006.

En 2022, la commune comptait 124 habitants, en évolution de +12,73 % par rapport à 2016 (Haute-Corse : +5,15 %, France hors Mayotte : +2,11 %).
| 1800 | 1806 | 1821 | 1831 | 1836 | 1841 | 1846 | 1851 | 1856 |
| ---- | ---- | ---- | ---- | ---- | ---- | ---- | ---- | ---- |
| 229  | 290  | 329  | 345  | 376  | 397  | 408  | 420  | 453  |

| 1861 | 1866 | 1872 | 1876 | 1881 | 1886 | 1891 | 1896 | 1901 |
| ---- | ---- | ---- | ---- | ---- | ---- | ---- | ---- | ---- |
| 440  | 386  | 356  | 358  | 366  | 389  | 408  | 515  | 417  |

| 1906 | 1911 | 1921 | 1926 | 1931 | 1936 | 1946 | 1954 | 1962 |
| ---- | ---- | ---- | ---- | ---- | ---- | ---- | ---- | ---- |
| 313  | 301  | 265  | 274  | 227  | 202  | 161  | 106  | 97   |

| 1968 | 1975 | 1982 | 1990 | 1999 | 2006 | 2011 | 2016 | 2021 |
| ---- | ---- | ---- | ---- | ---- | ---- | ---- | ---- | ---- |
| 97   | 98   | 100  | 91   | 77   | 102  | 107  | 110  | 119  |

| 2022 | - | - | - | - | - | - | - | - |
| ---- | - | - | - | - | - | - | - | - |
| 124  | - | - | - | - | - | - | - | - |

### Cultes
La paroisse (Église Saint-Joseph) relève du diocèse d'Ajaccio.

## Économie
Le Regino a une vocation agropastorale très marquée depuis des siècles malgré un déclin perceptible du pastoralisme.

## Culture locale et patrimoine

### Lieux et monuments

#### ChapelleSantu-Petru-di-Nesce
La chapelle Santu-Petru-di-Nesce (Saint-Pierre) qui se situe au cimetière communal, date du IXe siècle (?). C'était un édifice roman dont il ne subsiste que l'abside semi-circulaire voûtée en cul de four, ainsi que les angles et la base des élévations sud et nord. Elle a été construite en moellons liés par du mortier de chaux.
Présence de fresques datées XVe siècle qui ornent le cul de four de l'abside. Au centre, une Vierge assise tient l'Enfant sur ses genoux. Dans les plis de son manteau se cachent des femmes agenouillées et voilées. À la droite de la Vierge, Saint-Pierre tient la clé et un livre. La représentation d'une confrérie de femmes, probablement les donatrices, signifie que l'église devait être le siège de cette confrérie.
L'édifice religieux est inscrit depuis 1990 aux Monuments historiques.

#### Église paroissiale Saint-Joseph

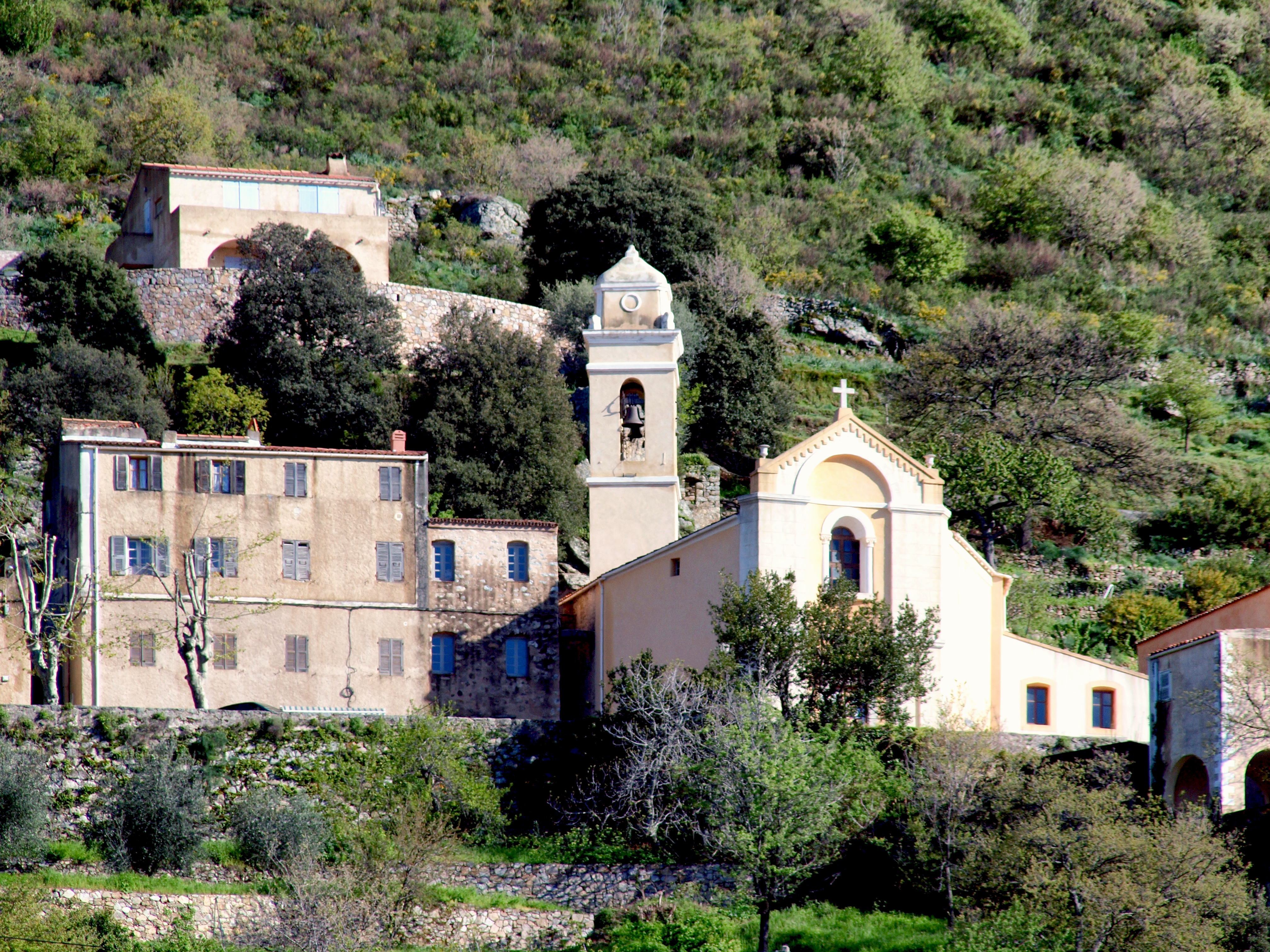
L'église Saint-Joseph de Nessa.

L’église paroissiale Saint-Joseph se trouve au cœur du village, en bordure de l'avenue Hui Bon Hoa. À ses côtés, se situe l'ancienne confrérie. L'église renferme un tableau Quinze scènes de la vie de la Vierge et du Christ, œuvre d'art populaire du XVIIe siècle, classé MH en 1973.

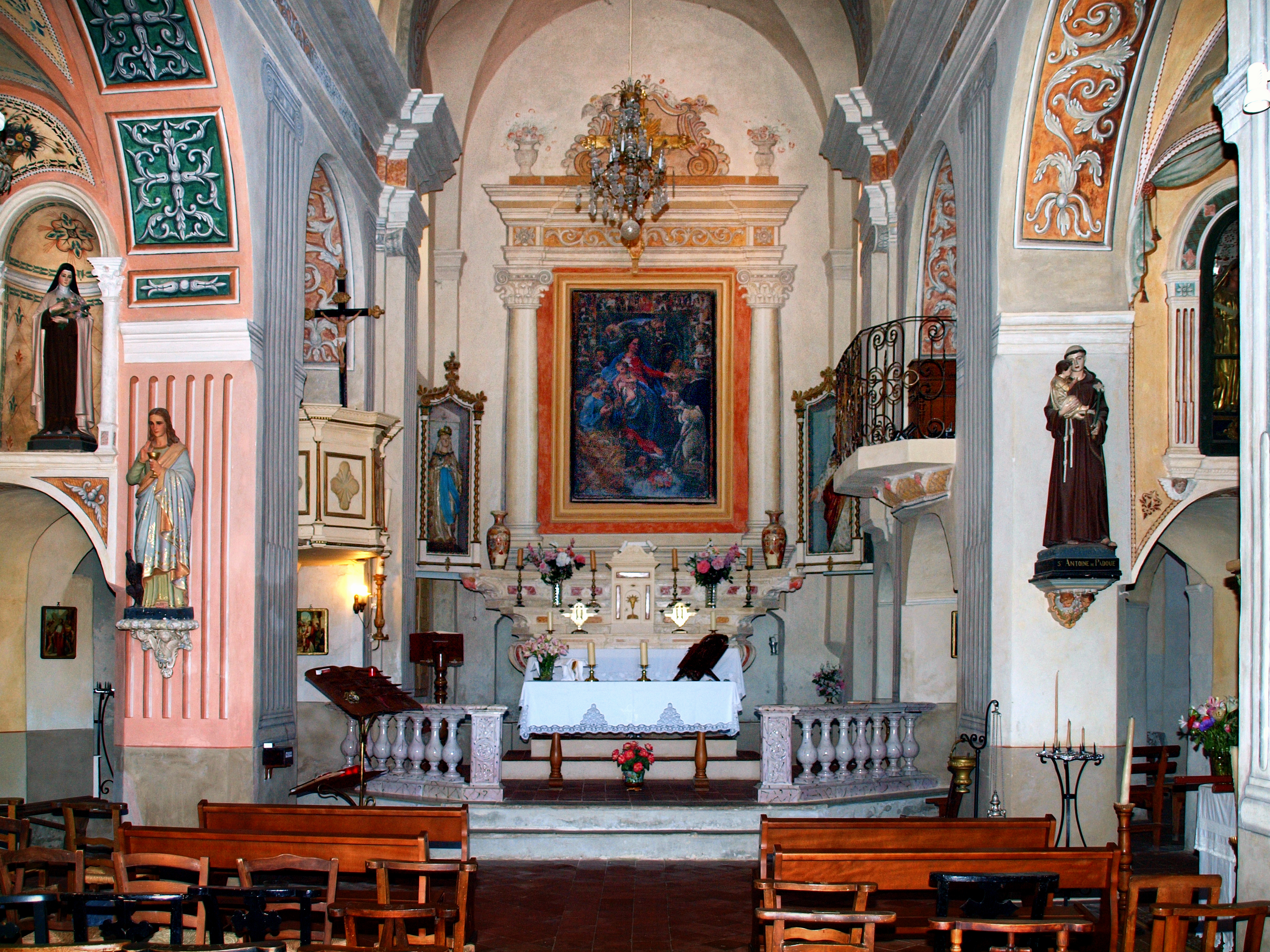
Intérieur de l'église.
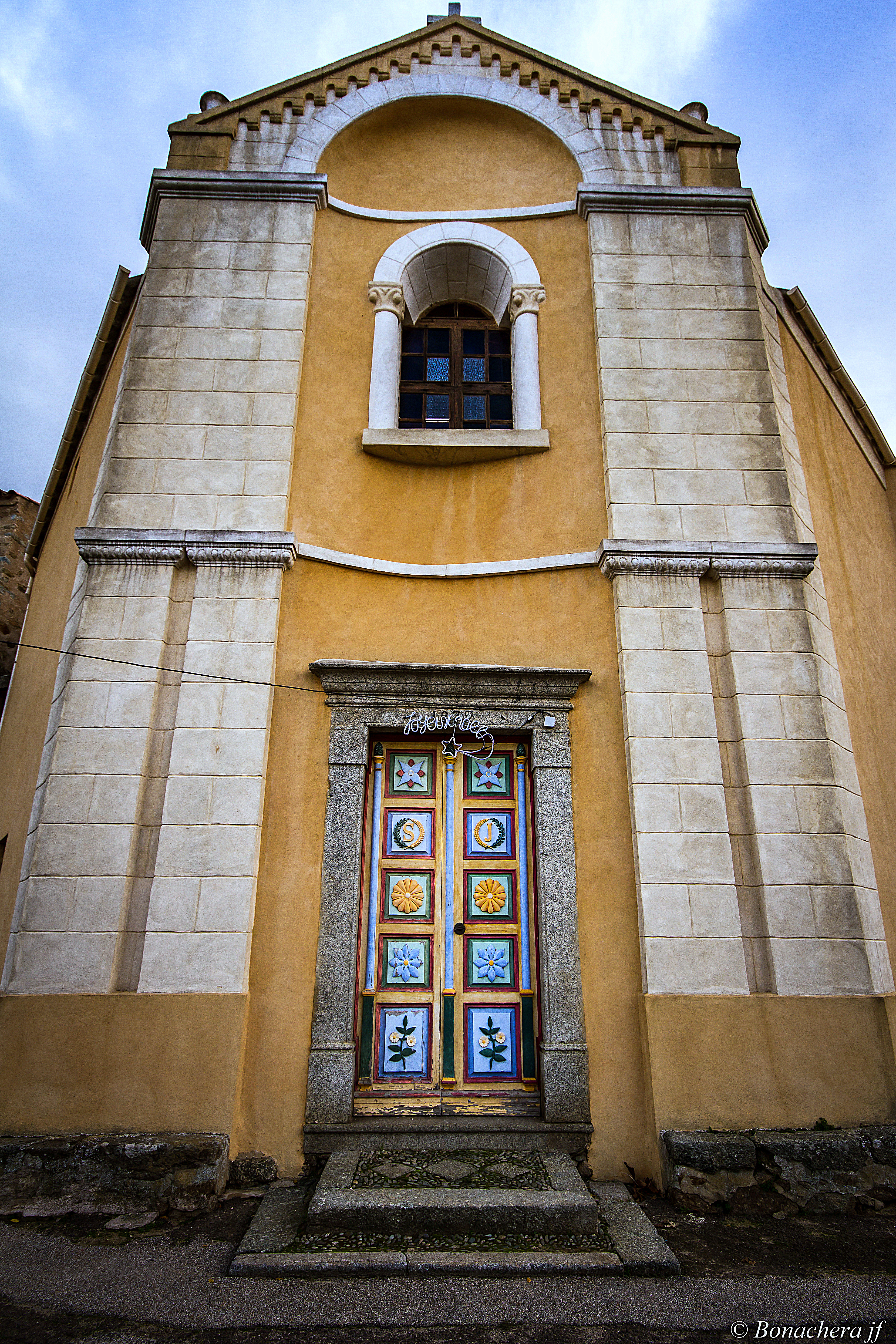
La porte de l'église Saint-Joseph.
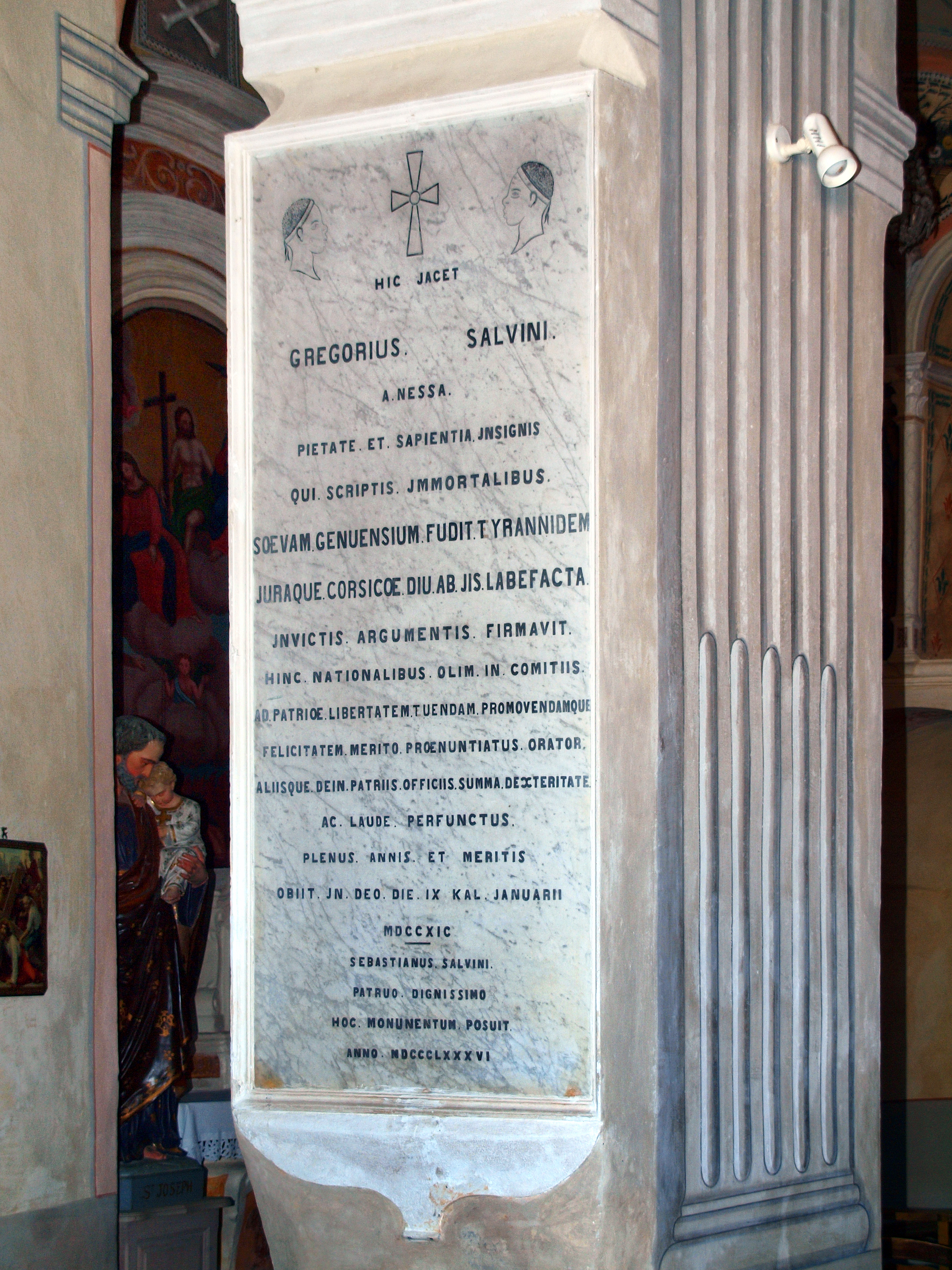
Plaque commémorative Gregorius Salvini.
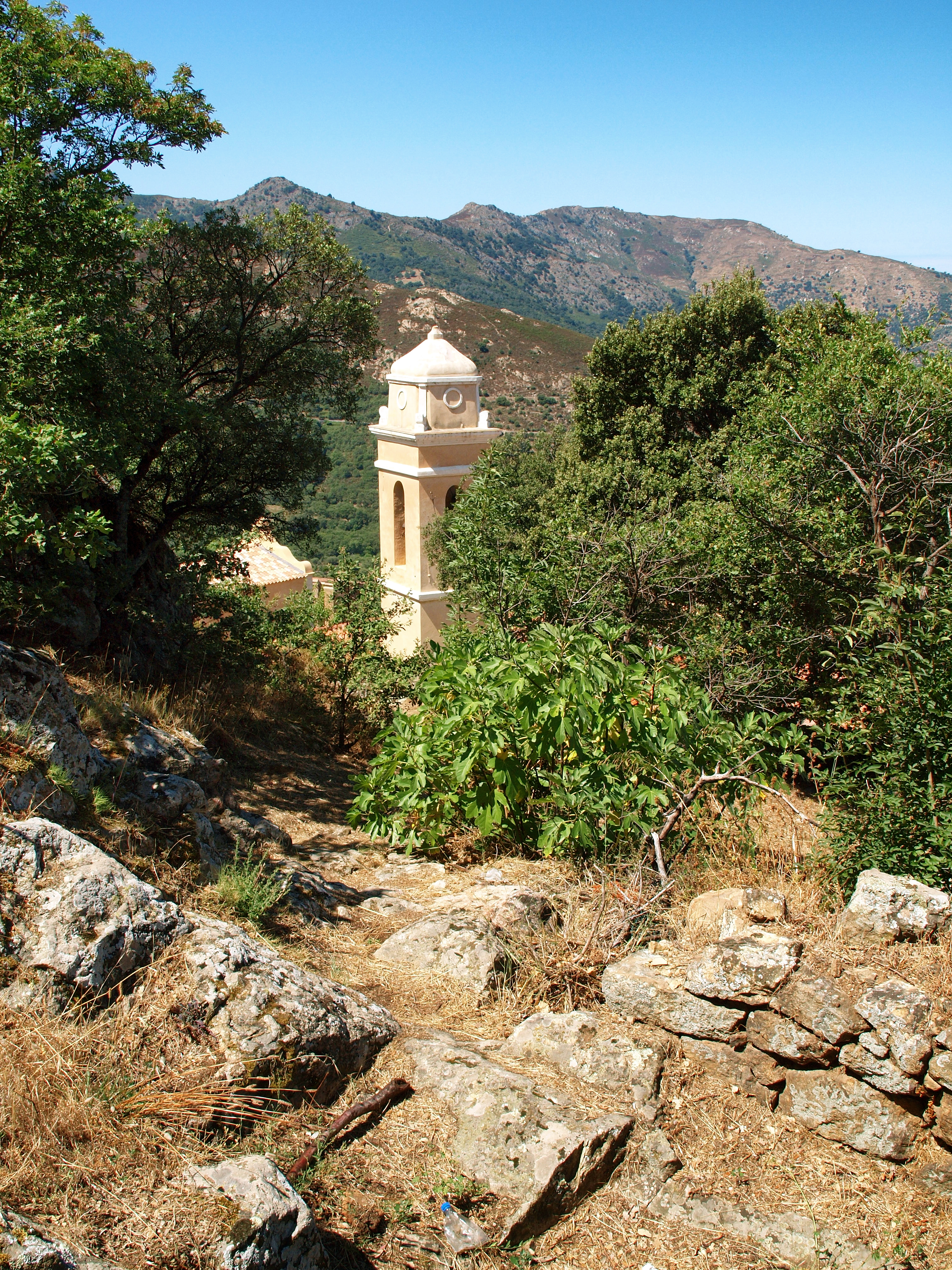
Clocher de l'église Saint-Joseph.

### Patrimoine naturel

#### ZNIEFF
Nessa est concernée par trois ZNIEFF de 2e génération :
Crêtes et hauts versants asylvatiques du Monte Cinto.
Olmi-Cappella fait partie des seize communes comprises dans la zone naturelle d'intérêt de2e génération nommée « ZNIEFF 940004233 - Crêtes et hauts versants asylvatiques du Monte Cinto ».
Cette vaste ZNIEFF qui comprend l'ensemble du haut massif du Cinto au sens large, est constituée en grande partie par des roches d'origine volcanique (rhyolites).
Oliveraies et boisements des collines de Balagne
La commune fait partie des 18 communes de Balagne concernée par la ZNIEFF 940004142 - Oliveraies et boisements des collines de Balagne (2e génération), zone d'une superficie de 1 958 ha réparties sur trois des principales vallées de la Balagne : la vallée du Fiume Seccu, le bassin d'Aregno et la vallée du Regino.
Vallée du Regino
La zone qui couvre une superficie de 4 229 ha, est située au creux de la vallée du Regino, et suit le cours d'eau. « La ZNIEFF englobe la ZPS mise en place pour le suivi et la protection du Milan royal, avec une extension pour le cours d'eau, pour son intérêt batracologique et herpétologique, et une autre permettant d’inclure les mines de Lozari pour leur intérêt chiroptérologique ».

### Personnalités liées à la commune
- Gregorio Salvini (Nessa 1696 - 1789), abbé, chanoine, député par la Balagne occidentale, auteur de la célèbre Giustificazione della Rivoluzione di Corsica…, parue en italien sans nom d'auteur (première édition) en 1758[19]. Il se fit enterrer dans l’église de Nessa pour que son corps soit foulé par les fidèles du village.